# Про100
«ПРО100» (читается «про́сто») — российская платёжная система, использовавшая банковские карты. Оператором системы ПРО100 являлась компания ОАО «Универсальная электронная карта» (ОАО «УЭК»). Расчётный центр принадлежал ОАО «Сбербанк России».
29 декабря 2012 года ПРО100 была зарегистрирована в реестре операторов платёжных систем Банка России.
В мае 2016 года Сбербанк прекратил выпуск карт проекта ПРО100. В декабре 2016 года принят федеральный закон № 471-ФЗ, прекращающий действие универсальной электронной карты для предоставления государственных и муниципальных услуг с 1 января 2017 года.

## Платёжная система ПРО100

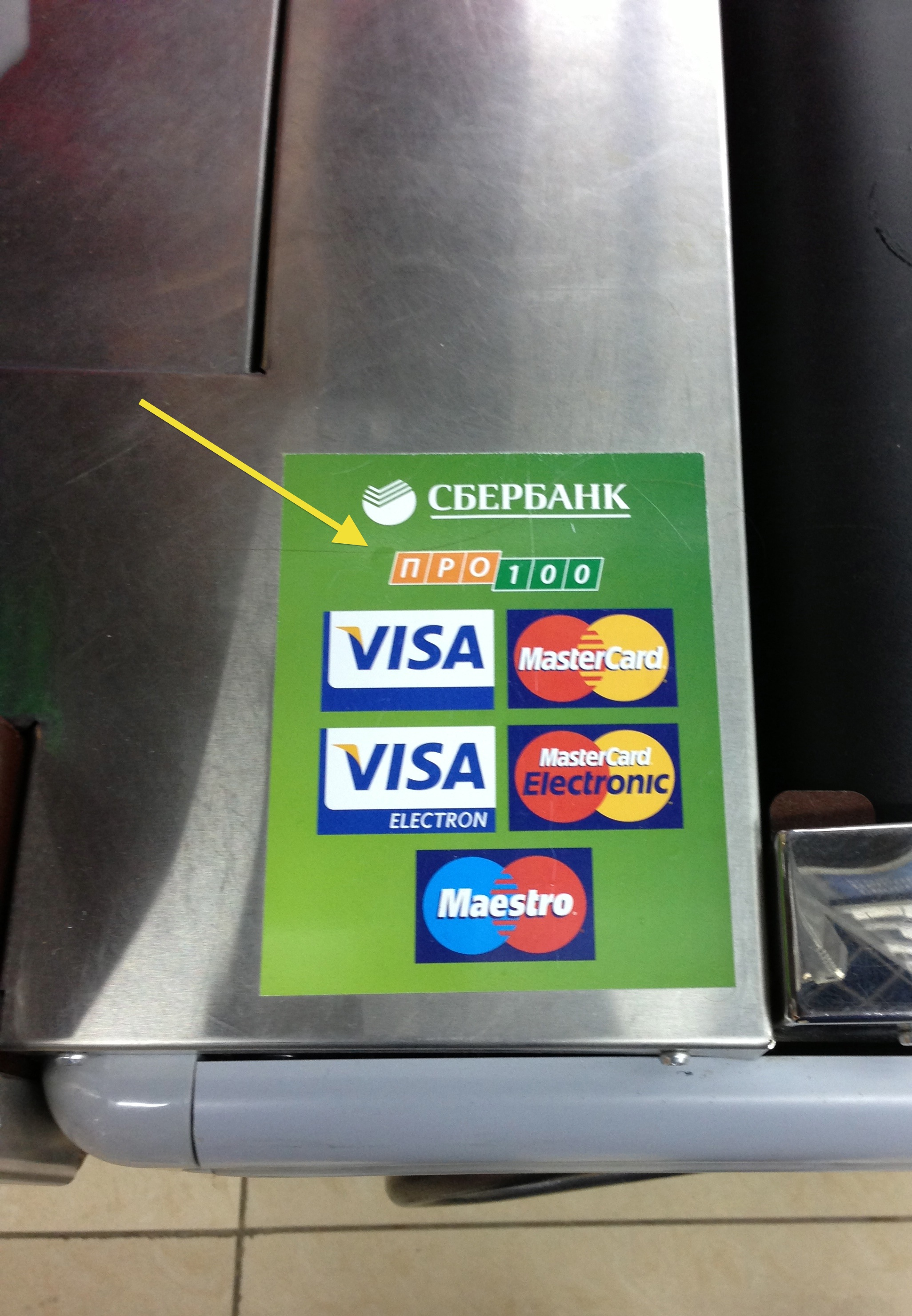
Наклейка на кассе магазина, принимающего к оплате карты платёжной системы ПРО100

По состоянию на март 2014 года карты платёжной системы ПРО100 принимались к оплате в более 250 000 предприятий торговли и сервиса (около 40 % эквайринговой сети российских банков) и в 68 тыс. устройств самообслуживания (около 2/3 всех банкоматов в России).
31 марта 2014 года Герман Греф сообщил, что после принятия соответствующего закона Сбербанк прекратит контролировать оператора платёжной системы ПРО100, в уставной капитал оператора платёжной системы смогли бы войти все желающие банки, платёжная система смогла бы обслуживать все банковские транзакции.

### Платёжные банковские карты
Эмиссия банковских карт платёжной системы УЭК должна была начаться в июле 2014 года. Карты имели произведённый в России чип стандарта EMV. На чипе было записано платёжное приложение ПРО100, базирующееся на стандарте MasterCard M/Chip4, что обеспечило совместимость карт с существующим оборудованием (после обновления программного обеспечения). Оплата картами платёжной системы УЭК могла быть произведена несколькими способами:
- считыванием магнитной полосы,
- считыванием чипа,
- бесконтактным способом,
- в Интернете без предъявления карты.

В целях безопасности на обратной стороне карты не был напечатан контрольный код CVV2, который легко компрометируется. Все платежи без предъявления карты подтверждались одноразовым паролем, получаемым посредством SMS (технология 3-D Secure).

## Преимущества
- Для держателей карт, торгово-сервисных предприятий и банков: независимость платёжной системы от состояния международных отношений[5][12].
- Для торгово-сервисных предприятий: комиссия за услуги платёжной системы меньше, чем у VISA и MasterCard[13].
- Для банков:

- простота присоединения (технология ПРО100 базируется на технологии M/Chip — разработке MasterCard. Если банк уже работает с MasterCard, то для подключения к ПС УЭК: не требуется закупка нового оборудования, необходимо минимально доработать программное обеспечение)
- увеличение числа клиентов за счёт распространения своего банковского приложения через УЭК
- увеличение безналичных оборотов и транзакций
- увеличение остатков на счетах
- сокращение собственных затрат за счёт использования электронных сервисов портала УЭК (например, аутентификация пользователей для дистанционного открытия счёта)
- актуальный справочник с реквизитами всех госучреждений, в адрес которых банки могут принимать оплату — банки смогут добавить такие платежи в свой онлайн-банкинг
- доступ к финансовым потокам, идущим в оплату услуг ЖКХ и общественного транспорта, с которого банки могут взимать комиссию
- возможности продажи через терминалы банков билетов на спортивные и культурные мероприятия, организацию оплаты в учебных заведениях.

## Недостатки
- Для держателей карт: невозможность использовать платёжные карты за рубежом[12].
- Для банков:

- необходимость открыть корреспондентский счёт в Сбербанке и перечислить в Сбербанк обеспечительный депозит,
- также ранее отмечались некоторые проблемы с клирингом между банками,
- УЭК использует чип по лицензии MasterCard, что не снижает зависимость российской банковской системы от действий западных игроков даже при создании НСПК.

## Технические характеристики
Карты платёжной системы УЭК базируются на международных банковских стандартах и поэтому могут использовать, после небольшого перепрограммирования, ту же банковскую инфраструктуру, что и зарубежные платёжные системы. При этом, в отличие от последних, платежи через платёжную систему УЭК осуществляются в процессинговых центрах, расположенных на территории России, и не выводятся за рубеж.
Технологически ПРО100 использует на картах международные проверенные стандарты безопасности Global Platform и EMV, адаптированные с учётом требований ФСБ, ФСТЭК, Центробанка. Также используются встроенные криптографические средства защиты информации.

Система ПРО100 была создана на основе лучших стандартов международных систем Visa и MasterCard специально для реализации проектов выпуска социальных карт, ставших основой для реализации проекта УЭК. Таким образом, можно говорить о том, что цель платёжной системы ПРО100 — создание специализированного карточного продукта, занимающего свою нишу вместе с международными системами Visa и MasterCard, а не стремящегося заменить их.

### Единая платёжно-сервисная система
Единая платёжно-сервисная система (ЕПСС) — совокупность правил, процедур и технической инфраструктуры, созданная в целях реализации Федерального закона от 27 июля 2010 г. № 210-ФЗ «Об организации предоставления государственных и муниципальных услуг». Реестр федеральных, региональных и муниципальных приложений — реестр приложений, размещаемых на универсальной электронной карте гражданина Российской Федерации. Корпоративная сеть центров обработки данных — ядро единой платёжно-сервисной системы, серверы которой расположены в Москве. Провайдер сети — ТрансТелеКом — осуществляет по специальным тарифам подключение к сети всех участников проекта:
- государственные учреждения;
- банки;
- уполномоченные организации субъектов Российской Федерации[23].

## Банки - участники платёжной системы
По состоянию на февраль 2015 года к платёжной системе присоединились 20 российских банков, 4 банка выпускают универсальные электронные карты с платёжным приложением ПРО100:
- ОАО «Сбербанк России»
- ОАО «Банк Уралсиб»
- ОАО «АК Барс» Банк
- ОАО «Московский индустриальный Банк»
- ОАО КБ «Центр-инвест»
- ОАО «Банк „Санкт-Петербург“»
- ОАО Банк АВБ
- ЗАО «Сургутнефтегазбанк»
- ОАО Банк «Северный кредит»
- ОАО АКБ «Алмазэргиэнбанк»
- ОАО «Запсибкомбанк»
- ОАО «Азиатско-тихоокеанский банк»
- ПАО «Ханты-Мансийский банк Открытие»
- ООО «Хакасский муниципальный банк»
- ОАО «Банк Москвы»
- ОАО Банк «ККБ»
- ОАО «АБ „Россия“»
- ОАО «СМП Банк»
- ОАО «Крайинвестбанк»
- ООО НКО «УЭК»

Участники, имеющие технологическую готовность обеспечить предоставление услуг в рамках электронного банковского приложения:
- ОАО «Сбербанк России»
- ОАО «Банк Уралсиб»
- ОАО «АК БАРС» Банк
- ОАО «Московский Индустриальный Банк»
- ПАО «Ханты-Мансийский Банк Открытие»
- ОАО КБ «Центр-инвест»
- ОАО «Запсибкомбанк»

В соответствии с приказом Минэкономразвития России, Минфина России и Банка России от 1 августа 2011 года № 387/90н/2669-У, условиям присоединения к платёжной системе УЭК соответствуют ещё около 250 коммерческих банков.